# Trubadur (opera)
Trubadur (ital. Il trovatore) je opera v štirih dejanjih (osmih slikah) italijanskega skladatelja Giuseppeja Verdija. Besedilo je napisal Salvatore Cammarano po igri El Trovador (1836) španskega dramatika Antonia Garcie Gutierreza. Zaradi nenadne smrti prvega libretista je delo po njegovih osnutkih in skicah dokončal Leone Emanuele Bardare. Večinoma se libreto označuje kot slab zaradi svoje nejasnosti. 
Krstna predstava je bila v rimskem gledališču Teatro Apollo 19. januarja 1853. Uspeh opere je bilo eno samo zmagoslavje, saj v njej prevladujejo melodično izjemno bogate melodije. Zaradi nepopisnega navdušenja so morali v celoti ponoviti tretje in četrto dejanje. Nekateri kritiki so označili novo opero kot nebeško. Najbolj znana odlomka iz opere sta nedvomno zbor ciganov iz prve slike drugega dejanja ter Manricova stretta Di quella pira, l'orrendo foco iz druge slike tretjega dejanja. Slednjo večinoma tenoristi pojejo s končnima visokima c-jema, vendar pa je skladatelj v partituri previdel »le« a (ton in pol nižje). Za premiero leta 1857 v Parizu je Verdi, kot je bila tedaj navada, napisal balet, ki ga je vstavil neposredno za zborom vojakov. 
V Ljubljani je bila prva izvedba Trubadurja 18. aprila 1860 v izvedbi italijanske operne družbe. 

## Osebe
- Grof Luna - bariton
- Manrico, trubadur - tenor
- Azucena, ciganka - mezzosopran
- Leonora - sopran
- Ferrando, Lunin poveljnik - bas
- Ines, Leonorina zaupnica - sopran
- Ruiz - tenor
- star cigan - bas
- sel - tenor
- Leonorini prijatelji, redovnice, Manricovi in Lunovi vojščaki, cigani

## Vsebina
Zgodba se dogaja na začetku 15. stoletja v Španiji.

### Prvo dejanje

#### Prva slika
Na gradu grofa Lune. 
Ferrando pripoveduje zbranim služabnikom in vojščakom zgodbo o očetu grofa Lune, ki je pred leti ukazal sežgati staro ciganko. Medtem, ko je gorela na grmadi, je ukradla njena hči Azucena, ki je bila priča materine smrti, grofovega sina in ga vrgla, da bi maščevala materino smrt, v ogenj. Česar pa Ferrando ne ve, je dejstvo, da je Azucena prepozno spoznala usodno zmoto: namesto grofovega je dala v
plen plamenom lastnega sina. Grofiča je odnesla s seboj v gore in ga vzgajala pod imenom Manrico kot svojega lastnega otroka. Njen namen pri tem je bil, da bi postal nekoč maščevalec njene matere. Stari grof Luna je imel še drugega sina. Ko je ta dorasel, si je prizadeval najti morilko svojega brata. Nesrečno naključje pa hoče, da se nepoznana srečata kot tekmeca za ljubezen plemkinje Leonore, in sicer grof Luna in »cigankin sin«, trubadur Manrico.

#### Druga slika
Vrt pri knežji palači. 
Leonora razkrije svoji zaupnici Ines, kako je vzljubila Manrica. Medtem, ko ji poje trubadur serenado, pride njegov tekmec grof Luna in ga zasači. Le s težavo se posreči Leonori, da prepreči krvav dvoboj med njima.

### Drugo dejanje

#### Prva slika
V ciganskem taboru. 
Manrico se je povrnil v gore k Azuceni. Vsa prežeta maščevalnosti mu ta razodene skrivnost njegovega rojstva in smrt njene matere. V mrzlici izda, kdo je Manrico in ko jo ta zgrožen roti, naj mu pove vse, se mu izvije z zatrdilom, da je vendarle njen sin in mora kot tak biti njen maščevalec. V tem prijezdi sel, ki mu naznani, da je Leonora, v dobri veri, da je grof Luna usmrtil Manrica, odšla v samostan in da je prav zdaj na tem, da prejme posvetitev.

#### Druga slika
Samostanski vrt. 
Z divjo naglico prihiti Manrico s svojimi jezdeci v samostan ravno v trenutku, ko hoče grof Luna s pomočjo vojščakov ugrabiti Leonoro. Manricu se posreči, da mu jo iztrga in jo odpelje s seboj.

### Tretje dejanje

#### Prva slika
Tabor grofa Lune.
Azucena se potika brez cilja po kraju, pri tem jo najdejo grofovi vojščaki in jo odpeljejo kot svojo jetnico.

#### Druga slika
Soba na gradu Castellorju, kamor je pripeljal Manrico Leonoro. 
S pomočjo svojih ljudi je utrdil grad zoper napade grofa Lune. Toda sreča mu je nemila, sovražniki ga ujamejo, odpeljejo v ječo in ga zaprejo skupaj z Azuceno.

### Četrto dejanje

#### Prva slika
Pred ječo. 
Leonora tvega zadnji, obupni korak za Manricovo rešitev: vrže se grofu Luni k nogam in mu obljubi, da bo postala njegova, pod pogojem, da bo dal Manricu prostost. Ko ji grof to obljubi, popije Leonora skrivaj strup, ki ga ima v prstanu in pohiti v ječo k Manricu, da bi mu oznanila svobodo in umrla v njegovem objemu.

#### Druga slika
Ječa. 
Raztogoten nad to prevaro ukaže Luna odvesti Manrica na morišče. Ko Manrico umre pod sekiro,  Azucena zakriči grofu skrivnost v obraz: »Bil je tvoj rodni brat! — Maščevana si, mati!«